# Der lüsterne Türke
Der lüsterne Türke (auch bekannt als Die blonde Haremsdame)  ist ein 1970 gedrehter deutscher Erotikfilm von Michael Miller mit Ingrid Steeger in der Hauptrolle.

## Handlung
Eine Gruppe von nordafrikanischen Piraten greift ein Schiff an und entführt ein britisches Mädchen namens Eliza, das als Sexsklavin in den Harem des Bey von Tunis gebracht wird.

## Produktionsnotizen
Der Film basiert auf dem anonym verfassten Roman The Lustful Turk aus dem Jahr 1828. Produzent Erwin C. Dietrich wurde auf den Stoff durch den gleichnamigen amerikanischen Film von David F. Friedman aus dem Jahr 1968 aufmerksam. Dietrich übernahm Handlung und Titel und fügte als Untertitel hinzu: …seine Nächte mit Eliza, Suleika… und wie es ihm erging. Ausnahmsweise engagierte Dietrich mit Kameramann Wolfgang Bellenbaum und Komponist Rolf Bauer zwei Mitarbeiter, die sonst für die Konkurrenz arbeiteten.
Die Uraufführung erfolgte am  26. März 1971. Der Film wurde durch Dietrichs Firma Avis verliehen.

## Kritik
„Das Schicksal einer Engländerin als Sklavin in einem türkischen Harem. Pornofilmchen mit krassen sadistischen Bestandteilen, in der Handlung so idiotisch wie sein Titel.“